# Harry Potter y el legado maldito
Harry Potter y el Legado Maldito (título original en inglés, Harry Potter and the Cursed Child) es una obra escrita por Jack Thorne a partir de una historia original de Thorne, J. K. Rowling y John Tiffany. La trama ocurre diecinueve años después de los eventos de la novela de Rowling Harry Potter y las Reliquias de la Muerte. Sigue a Albus Severus Potter, el segundo hijo de Harry Potter, quien ahora es Jefe del Departamento de Aplicación de la Ley Mágica en el Ministerio de Magia. Cuando Albus llega a Hogwarts, es sorteado en Slytherin y no está a la altura del legado de su padre, lo que le genera resentimiento. Rowling se ha referido a la obra como "la octava historia de Harry Potter".
Desde su estreno, Harry Potter y el legado maldito ha recibido críticas mayoritariamente positivas por sus actuaciones, historia, ilusiones y magia escénica, aunque la recepción del fandom de Harry Potter fue más diversa. La producción original del West End se estrenó en el Palace Theatre el 7 de junio de 2016. Recibió un récord de once nominaciones y ganó otros nueve premios, también un récord, incluido el premio a Mejor Obra Nueva, en los Premios Laurence Olivier de 2017. Una producción de Broadway se estrenó en el Lyric Theatre el 22 de abril de 2018. Esa producción recibió diez nominaciones y ganó seis premios, incluido el premio a Mejor obra en los Premios Tony de 2018. Una producción australiana se estrenó en el Princess Theatre de Melbourne el 23 de febrero de 2019. Una segunda producción estadounidense se estrenó en San Francisco, en el Curran Theatre, el 1 de diciembre de 2019. La primera producción no inglesa se estrenó en el Mehr! Theater en Hamburgo, Alemania, el 5 de diciembre de 2021. Una producción canadiense se estrenó en el Ed Mirvish Theatre de Toronto, el 19 de junio de 2022. Una producción japonesa se estrenó en el TBS Akasaka ACT Theater el 8 de julio de 2022. Una gira por Norteamérica comenzó en septiembre de 2024 en el James M. Nederlander Theatre. La gira también incluirá espectáculos en Los Ángeles y Washington D. C. En todas sus producciones en todo el mundo, Harry Potter y el legado maldito ha vendido más de 6 millones de entradas.
La obra se produjo originalmente como una obra de dos partes, que podía verse el mismo día (es decir, por la tarde y por la noche) o en dos noches. En junio de 2021, la obra se volvió a presentar como un solo espectáculo de 3 horas y media para futuras funciones en Broadway en noviembre de 2021. En 2022, las producciones de San Francisco, Melbourne, Toronto y Tokio también adoptaron la obra de una parte, seguida de la de Hamburgo en 2023. La producción del West End es el único lugar que continúa presentando la obra original de dos partes.

## Antecedentes
En diciembre de 2013, se reveló que una obra de teatro basada en la serie Harry Potter había estado en desarrollo durante aproximadamente un año, con vistas a llevarlo a los escenarios en algún momento de 2016. En el momento del anuncio, la autora J. K. Rowling reveló que la obra exploraría la historia nunca antes contada de los primeros años de Harry como huérfano y marginado. El siguiente mes de mayo, Rowling comenzó a formar el equipo creativo para el proyecto.
El 26 de junio de 2015, se reveló que tendría su estreno mundial a mediados de 2016 en el Palace Theatre. El anuncio marcó el decimoctavo aniversario de la publicación de la primera novela de Harry Potter, Harry Potter y la piedra filosofal, publicado el 26 de junio de 1997.
Al anunciar los planes para el proyecto, Rowling declaró que la obra no sería una precuela. En respuesta a preguntas sobre la elección de una obra de teatro en lugar de una nueva novela, Rowling declaró que «confía en que cuando el público vea la obra, estará de acuerdo en que es el único medio adecuado para la historia».  Rowling también aseguró al público que la obra contendría una historia completamente nueva y no sería una repetición de contenido previamente explorado. El 24 de septiembre de 2015, Rowling anunció que la obra se había dividido en dos partes. Las partes están diseñadas para verse el mismo día o consecutivamente durante dos tardes.
El 23 de octubre de 2015, se confirmó que la obra se ambientaría diecinueve años después de la conclusión de la novela final Harry Potter y las Reliquias de la Muerte, y se estrenaría en el Palace Theatre de Londres en julio de 2016. La obra sigue principalmente a Harry Potter, ahora Jefe del Departamento de Aplicación de la Ley Mágica, y a su hijo menor, Albus Severus Potter.

## Sinopsis
La sinopsis oficial de la obra fue lanzada por J. K. el 23 de octubre de 2015:

Ser Harry Potter nunca ha sido tarea fácil, menos aún desde que se ha convertido en un atareadísimo empleado del Ministerio de Magia, un hombre casado y padre de tres hijos. Y si Harry planta cara a un pasado que se resiste a quedar atrás, su hijo menor, Albus Severus, ha de luchar contra el peso de una herencia familiar de la que él nunca ha querido saber nada. Cuando el destino conecte el pasado con el presente, padre e hijo deberán afrontar una verdad muy incómoda: a veces, la oscuridad surge de los lugares menos pensados.

## Trama

### Parte 1

#### Acto 1
En septiembre de 2017, diecinueve años después de la muerte de Voldemort, Harry Potter es el director del Departamento de Seguridad Mágica y tiene tres hijos con Ginny Weasley: James Sirius Potter, Albus Severus Potter, y Lily Luna Potter. Hermione Granger, ahora Ministra de Magia, se ha casado con Ron Weasley - quien dirige Sortilegios Weasley - y tienen dos hijos: Rose y Hugo Granger Weasley.
En la estación de King's Cross, Albus y Rose se suben al Expreso de Hogwarts para empezar su primer año en Hogwarts. Aunque Rose lo desaprueba, Albus no tarda en amistarse con Scorpius Malfoy, el único hijo de quien fuera el rival de Harry, Draco. Al llegar a Hogwarts, ambos muchachos son seleccionados para Slytherin mientras que Rose es seleccionada para Gryffindor.
Durante los siguientes tres años, Albus considera la reputación de su padre como una carga, lo cual pone tensión en su relación. Scorpius lidia con la muerte de su madre Astoria Greengass y desmiente los rumores de que es el hijo secreto de Voldemort, engendrado a través del uso de un giratiempo. Mientras tanto, Rose, quien se ha vuelto una estudiante altamente popular y buscadora del equipo de Quidditch de Gryffindor, sigue con tensión en su relación con Albus, al punto de que ya nunca pasan tiempo juntos.
El verano siguiente, el Ministerio de Magia confisca un giratiempo ilegal perteneciente a un ex-mortífago. Harry y Ginny discuten reciente actividad entre quienes fueron aliados de Voldemort y son interrumpidos por el enfermo padre de Cedric Diggory, Amos, quien le exige a Harry usar el giratiempo para salvar a su hijo Cedric. Harry se niega debido a los peligros de interferir en el pasado. Albus se hace amigo de la sobrina y cuidadora de Amos, Delphi, mientras escuchan a escondidas la conversación.
Más tarde, Harry le ofrece a Albus su cobija de bebé, la única cosa que conservó de su madre, Lily, como un regalo; Albus rechaza el regalo, lo cual lleva a una discusión durante la cual una botella de poción de amor se vierte por accidente sobre la cobija.
En camino a Hogwarts para su cuarto año, Rose intenta recomponer su relación con Albus al confirmar la existencia del giratiempo. Albus le habla a Scorpius de escapar del Expreso de Hogwarts en marcha y obtener el giratiempo para poner remedio al error de Harry. Los dos trepan al tejado y saltan del tren antes de ponerse en camino a ver a Amos y Delphi.
Mientras tanto, Harry experimenta horribles pesadillas y dolor en su cicatriz. Hermione y él celebran una reunión pública acerca de los posibles riesgos de los mortífagos y Voldemort, pero la comunidad no se convence de que haya amenaza. Harry, Ginny y Draco descubren que Albus y Scorpius han desaparecido; Ginny deduce que Albus se escapó tras su discusión con Harry, y Draco se preocupa de que Scorpius haya sido arrastrado a sus problemas familiares.
Sin saber nada de eso, Delphi proporciona a Scorpius y Albus una Poción Multijugos; disfrazados de Harry (Scorpius), Ron (Albus) y Hermione (Delphi), el trío se infiltra en el Ministerio y roban con éxito el giratiempo del despacho de Hermione.

#### Acto 2
Albus decide que la mejor manera de salvar a Cedric es impedirle ganar el Torneo de los Tres Magos, un evento ocurrido en el cuarto año de Harry en Hogwarts. Los chicos deciden que Delphi debería quedarse atrás ya que ella es muy mayor para pasar desapercibida como estudiante de Hogwarts. Albus y Scorpius, disfrazados de estudiantes de Durmstrang, viajan a la primera prueba del Torneo y desarman a Cedric, provocando que falle en la prueba de obtener un huevo de oro protegido por un dragón. Más tarde se revela que el giratiempo solo les permite estar cinco minutos en el pasado; son incapaces de controlar su regreso al presente y Albus resulta herido.
Mientras tanto, los adultos buscan a los muchachos desaparecidos. Los sueños de Harry revelan el paradero de Albus en el Bosque Prohibido. Mientras busca, el centauro Bane advierte que una "nube oscura" persigue a Albus. Harry, Ron y Ginny encuentran a los chicos justo después de su regreso del pasado. Albus es llevado a la enfermería de la escuela, donde Harry conversa con el retrato del difunto Albus Dumbledore; este le aconseja que vea a Albus como él es. Harry exige que Albus rompa toda relación con Scorpius, llegando al punto de intimidar a la directora Minerva McGonagall para que use el Mapa del Merodeador para mantenerlos separados. Mientras tanto, Albus descubre que la realidad ha cambiado: ahora está en Gryffindor; Ron está casado con Padma Patil y tienen un hijo, Panju, mientras que Rose no existe; una Hermione amargada es la profesora de Defensa Contra las Artes Oscuras. Se revela que Albus y Scorpius inadvertidamente hicieron a la Hermione joven ser sospechosa de Durmstrang; asistió al Baile de Navidad más como amiga de Ron que como pareja de Viktor Krum, y Ron nunca sintió los celos que terminarían cimentando su romance.
Albus evita a Scorpius, pero Delphi aparece en Hogwarts y persuade a Scorpius de que reconciliarse con Albus, lo que consigue al reprenderse este de ser un mal amigo. Albus también persuade a Scorpius de hacer un segundo intento de salvar a Cedric, una cuestión que particularmente concierne a Scorpius debido a su amor por Rose. Viajan a la segunda prueba, en la cual Cedric tuvo que nadar hasta el fondo del lago para rescatar a un ser querido atrapado. Trabajando de nuevo para hacerle fallar, usan un encantamiento para obligar a Cedric a subir a la superficie -una completa humillación- tras haber discutido con Delphi.
En el presente, Draco y Harry discuten sobre sus hijos, dando lugar a un precoz duelo de magos. Draco sorprendentemente encuentra causa común con Ginny mientras le explican a Harry lo importantes que fueron las amistades de Harry en Hogwarts para su identidad, ante lo cual Draco llega al punto de admitir que tenía envidia de Harry por sus amigos, ya que él estaba siempre pegado a los brutos Crabbe y Goyle, y Harry se da cuenta de que está aislando peligrosamente a Albus. Regresan a Hogwarts, donde Harry se disculpa con la Profesora McGonagall e intentan localizar a los chicos, descubriendo finalmente que están en posesión del giratiempo.
Mientras tanto, Scorpius regresa al presente para encontrarse en una nueva línea de tiempo donde Voldemort tiene un reinado supremo en el mundo mágico. Dolores Umbridge es la Directora de Hogwarts, que es ahora una escuela de magia oscura, mientras que Harry está muerto, Ron, Hermione y Severus Snape (quien no murió y continua enseñando Pociones) son aliados y los primeros dos son muy buscados, habiendo sido derrotados en la Batalla de Hogwarts.

### Parte 2

#### Acto 3
Para su horror, Scorpius descubre que humillar a Cedric Diggory le convirtió en un hombre cruel y amargado que se unió a los mortífagos y mató a Neville Longbottom. Con Neville muerto, el horrocrux Nagini sobrevivió a la Segunda Batalla de Hogwarts, llevando a Voldemort al triunfo y a Harry Potter a la muerte. Voldemort ahora gobierna en el mundo mágico. El propio Scorpius es un respetado (y temido) estudiante popular en Hogwarts que hace a otros hacer lo que a él se le antoje, mientras que su padre Draco es el director del Departamento de Seguridad Mágica. Una poderosa bruja llamada La Augurey es la ayudante más cercana de Voldemort.
En un intento de restaurar la línea de tiempo, Scorpius se gana la confianza del Profesor Snape, que aún vive y enseña, pero siendo un miembro clandestino del Ejército de Dumbledore. Snape le lleva a las sedes secretas de la resistencia, dondese hallan Ron y Hermione, que son fugitivos muy buscados. Scorpius les convence sobre la verdad de sus orígenes y ellos aceptan ayudarle, incluso si eso significa que Snape deba morir de nuevo. Scorpius es aconsejado en la línea de que si retrocede en el tiempo una vez más y hechiza a su otro yo con un encantamiento Escudo para impedirle intervenir con Cedric Diggory, todo se resolverá. Lo hace, pero no hasta que Snape, Ron y Hermione son atacados por dementores que les hacen el Beso del Dementor. Aunque en esta realidad alternativa no están casados, Hermione y Ron declaran su amor el uno por el otro y se alcanzan a tomar de las manos mientras sus almas son absorbidas fuera de sus cuerpos. Snape le pide a Scorpius que le diga a Albus que está orgulloso de que lleve su nombre, antes de que los dementores le absorban el alma también.
De nuevo en el presente, Scorpius de repente desaparece pero Albus reaparece. Impedir la humillación a Cedric Diggory en la segunda prueba parece haber devuelto las cosas a la normalidad, aunque los chicos parecen haber perdido el giratiempo. Confiesan lo que hicieron a la Profesora McGonagall, quien les recuerda que su mundo ha sido creado y sostenido por muchas personas que han perdido la vida, incluyendo a aquellos que más quieren; y que a pesar de las nobles intenciones de los muchachos, el mundo alternativo que por inadvertencia crearon podría ser lo último que desearían. Harry visita a Albus en su dormitorio. A pesar de que es casi incapaz de contener su rabia, finalmente se calma y siembra las semillas de una verdadera reconciliación.
Es entonces que Scorpius dice en secreto a Albus que mintió a los adultos respecto de haber perdido el giratiempo porque sabía que no le permitirían quedárselo. Los chicos acuerdan destruirlo de una vez por todas. Deciden hacerlo en la lechucería para no llamar la atención; Albus invita a Delphi a unirse a ellos porque se siente atraído por ella. Entonces Delphi por inadvertencia expone su tatuaje de un Augurey, una siniestra criatura de la que Scorpius recuerda haber oído algo en la segunda realidad alternativa. Ella entonces revela que ha tenido un plan secreto todo el tiempo: se lleva a los chicos como rehenes maniatándolos juntos con magia, destruyendo sus varitas y matando a un prefecto llamado Craig BowkerJr. que los estaba buscando. Delphi entonces los obliga a viajar atrás en el tiempo a la tercera prueba del Torneo de los Tres Magos, que consistía en un laberinto lleno de obstáculos físicos y oscuras criaturas.
En el laberinto, Albus y Scorpius deciden detener a Delphi, ya que solo tienen cinco minutos antes de que el giratiempo los devuelva al presente. Antes de que su tiempo en el pasado finalice, se cruzan por accidente con Cedric Diggory, quien piensa que el trío es otro obstáculo y libera a Albus y Scorpius y momentáneamente desarma a Delphi, pero ella recupera el control de la situación, usando el giratiempo para viajar una vez más antes de destruirlo y abandonando a Albus y Scorpius en el pasado.

#### Acto 4
De vuelta en el presente, Harry y sus amigos se enteran de que Albus y Scorpius fueron vistos por última vez con Delphi, e interrogan a Amos Diggory, solo para darse cuenta de que este había sido embrujado por Delphi para hacerle creer que era su sobrina y cuidadora; ni él ni su esposa tuvieron sobrino alguno. Buscando pistas en la habitación, se encuentran con una profecía que, de cumplirse, permitiría el regreso de Voldemort, y se enteran de la verdadera identidad de Delphi; es la hija secreta de Voldemort. Sin embargo, al no saber en qué tiempo se encuentran Delphi, Albus y Scorpius, solo pueden esperar.
Se revela que Delphi, Albus y Scorpius han viajado los tres a 1981. Usando un calendario de una estación de tren, Albus y Scorpius descubren que la fecha en que se encuentran es el 30 de octubre de 1981 - un día antes del halloween de 1981, la noche que Voldemort mató a los padres de Harry. Dándose cuenta de que Delphi planea matar a Harry ella misma para impedir que la maldición letal de Voldemort rebote sobre él como ocurrió, viajan a Godric's Hollow, donde localizan a Harry de bebé y a sus padres. Pensando en alguna manera de comunicarse con el futuro, Albus recuerda la cobija que su padre le dio, embrujada ahora con la poción de amor. Scorpius y Albus razonan que si escriben un mensaje invisible en la cobija usando tinta de Demiguise, el escrito se volverá visible debido a la reacción mágica de la tinta con el polvo de perla de la poción de amor. De ese modo, Harry verá el escrito, ya que como él dijo, todos los 31 de octubre abraza la cobija en recuerdo de sus padres. Los chicos roban tinta de Demiguise de la casa de Bathilda Bagshot, la autora de la Historia de la Magia. Harry y Ginny descifran el mensaje en la habitación de su hijo, que revela la ubicación de los chicos en el espacio y el tiempo, y avisan a Ron y Hermione. Draco, quien se une a ellos, revela en secreto a Harry que su familia tiene un giratiempo que es más poderoso y valioso que el que el Ministerio tiene en su poder, que era un mero prototipo y por lo tanto no tan deseable para un verdadero mortífago.
Viajan en el tiempo para rescatar a Albus y Scorpius. Sin embargo, gracias a Ginny descubren que Delphi eligió el momento exacto, no para matar a Harry de bebé, sino más bien para prevenir a Voldemort de que atacase a los Potter en primer lugar. Esto aseguraría que el reinado de terror de Voldemort continuase. Escondiéndose en una iglesia cerca de la casa de los Potter, se ponen de acuerdo en transformar a Harry en el propio Voldemort, cuando su cicatriz empieza a dolerle de nuevo y empieza a entender la lengua pársel otra vez; siendo el único que ha estado en la mente de Voldemort, es el mejor para disfrazarse de él. Ahí se revela que Delphi es la hija que le dio Bellatrix Lestrange, nacida entre finales de 1997 y principios de 1998 en la Mansión Malfoy, donde Voldemort residió durante esa época, antes de la Segunda Batalla de Hogwarts. Ella le suplica a su "padre" que le reconozca, lo cual Harry hace antes de que se le pasen los efectos de su transformación. Delphi, dándose cuenta de que ha sido engañada, inicia un fiero duelo con Harry, a quien luego se unen sus amigos y Albus. Logran someterla y ella expresa que su único deseo es conocer a su padre. Harry, sorprendido, explica que eso no es posible, ya que no se puede cambiar el pasado.
Al oír que el auténtico Voldemort llega para matar a los padres de Harry, Delphi lo llama, pero Hermione y Draco la hacen callar y la mandan de vuelta al presente. Harry ve una vez más la escena de la muerte de sus padres, con Albus a su lado, creándose así un nuevo vínculo entre ellos. Tras los asesinatos cometidos por el Señor Obscuro, regresan al presente. En el pasado, un desconsolado Hagrid llega a la escena para llevar al bebé Harry con los Dursley.
De nuevo en Hogwarts, Scorpius logra reunir coraje para pedirle una cita a Rose. Aunque ella lo rechaza, él está convencido de que su iniciativa llevará al comienzo de una amistad, que finalmente surge tras un encuentro en los pasillos. Harry pide a Albus acompañarle esa tarde a dar un paseo subiendo una colina, y lo lleva a la tumba de Cedric Diggory, la cual visita con frecuencia, para pedirle perdón por la relación que tuvo con su muerte.
Harry dice «Creo que va a ser un día estupendo», a lo que replica su hijo «Yo también lo creo».

### Revisiones de una sola parte
La versión de una sola parte de la obra, que actualmente se presenta en Hamburgo, Nueva York, Los Ángeles, Tokio y Toronto, tuvo más de una hora y media de contenido recortado para reducir la duración a 3 horas y 30 minutos, incluyendo un intermedio de 20 minutos. Se eliminaron las secuencias de sueños del joven Harry, los Dursley y Hagrid, así como las conversaciones de Scorpius con Polly Chapman y Draco en el Mundo Oscuro. La ubicación de St. Oswald's se ha reemplazado por la residencia privada de Amos Diggory, y el personaje de Lily Potter ahora solo se menciona en la obra.
La versión de una sola parte también hace que la relación entre Albus y Scorpius sea más explícitamente romántica. Rose es una amiga platónica de Scorpius en lugar de un interés amoroso, y cuando Harry y Albus visitan la tumba de Cedric, Albus le dice a Harry que Scorpius siempre será la persona más importante de su vida, a lo que Harry responde con cariño. Estos cambios se han realizado desde entonces en la versión de dos partes de la obra.

## Producciones
| Producción    | Lugar                   | Primer vistazo                                                        | Noche de apertura      | Noche de cierre          | Notas |
| ------------- | ----------------------- | --------------------------------------------------------------------- | ---------------------- | ------------------------ | --- |
| West End      | Palace Theatre          | Parte Uno: 7 de junio de 2016 Parte Dos: 9 de junio de 2016           | 30 de julio de 2016    | Actualmente en curso     | |
| Broadway      | Lyric Theatre           | Parte Uno: 16 de marzo de 2018 Parte Dos: 17 de marzo de 2018         | 22 de abril de 2018    | Actualmente en curso     | - Obra de dos partes: 16 de marzo de 2018 – 12 de marzo de 2020 - Obra de una sola parte: 12 de noviembre de 2021–presente          |
| Melbourne     | Princess Theatre        | Parte Uno: 18 de enero de 2019 Parte Dos: 19 de enero de 2019         | 23 de febrero de 2019  | 9 de julio de 2023       | - Obra de dos partes: 18 de enero de 2019 – 27 de marzo de 2022 - Obra de una sola parte: 4 de mayo de 2022 – 9 de julio de 2023    |
| San Francisco | Curran Theatre          | Parte Uno: 23 de octubre de 2019 Parte Dos: 24 de octubre de 2019     | 1 de diciembre de 2019 | 11 de septiembre de 2022 | - Obra de dos partes: 23 de octubre de 2019 – 11 de marzo de 2020 - Obra de una sola parte: 9 de febrero – 11 de septiembre de 2022 |
| Hamburgo      | Mehr! Theater           | Parte Uno: 23 de noviembre de 2021 Parte Dos: 24 de noviembre de 2021 | 5 de diciembre de 2021 | Actualmente en curso     | - Obra de dos partes: 5 de diciembre de 2021 – 8 de enero de 2023 - Obra de una sola parte: 9 de febrero de 2023–presente           |
| Toronto       | Ed Mirvish Theatre      | 31 de mayo de 2022                                                    | 19 de junio de 2022    | 2 de julio de 2023       | |
| Tokyo         | TBS Akasaka ACT Theater | 16 de junio de 2022                                                   | 8 de julio de 2022     | Actualmente en curso     | |

Harry Potter y el Legado Maldito, una obra de dos partes, fue escrita por el dramaturgo británico Jack Thorne, basada en una historia original de Rowling, John Tiffany y Thorne. Algunos sitios web mencionan a los tres como autores del guion. pero para el 26 de julio de 2016, el sitio web oficial de la obra y muchos otros incluían a Thorne como el único guionista.
La obra está dirigida por Tiffany con coreografía de Steven Hoggett, diseño de escenografía de Christine Jones, diseño de vestuario de Katrina Lindsay, diseño de iluminación de Neil Austin, música de Imogen Heap, y diseño de sonido de Gareth Fry. Además, los efectos especiales fueron creados por Jeremy Chernick, con ilusiones de Jamie Harrison y supervisión musical de Martin Lowe.
Los productores y Rowling han mantenido una campaña llamada #KeepTheSecrets para pedir a quienes hayan visto la obra que no revelen sus giros argumentales. El eslogan está impreso en las entradas y se reparten gratuitamente insignias con el eslogan durante los intermedios. Quienes compren sus entradas en línea recibirán un video de J.K. Rowling por correo electrónico después de la obra, pidiéndoles que apoyen la campaña.

### West End (2016-presente)

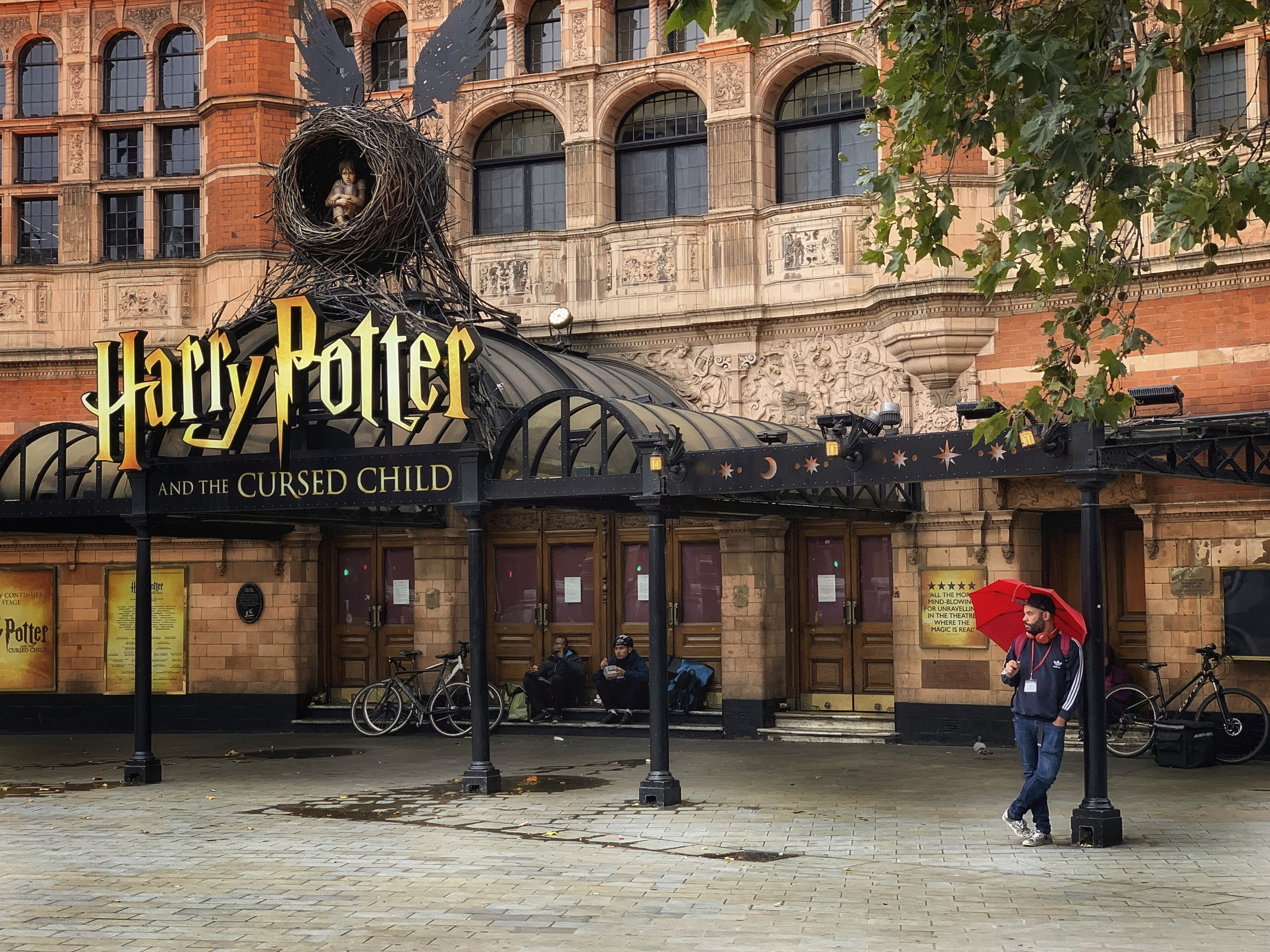
Marquesina en el Palace Theatre, septiembre de 2020.

El 26 de junio de 2015, se anunció el estreno mundial de «Harry Potter y el legado maldito» en el Palace Theatre, Londres, en el West End.
Las entradas salieron a la venta para los miembros prioritarios preinscritos el 28 de octubre de 2015, antes de salir a la venta al público el 30 de octubre de 2015. En poco menos de ocho horas de reserva prioritaria, se vendieron 175.000 entradas para el estreno mundial. Para satisfacer la demanda de entradas, el período de reserva de la obra se extendió hasta enero de 2017. Tras la puesta a disposición del público general, se anunció una extensión hasta el 30 de abril de 2017. En el Ese mismo día se anunció otra prórroga, esta vez hasta el 27 de mayo de 2017.
El 20 de diciembre de 2015, se anunció el casting inicial: Jamie Parker interpretará a Harry Potter, Noma Dumezweni interpretará a Hermione Granger y Paul Thornley interpretará a Ron Weasley. La elección de Noma Dumezweni, de piel oscura, para el papel de Hermione desató la polémica, y Rowling respondió que la piel de Hermione nunca se especificó como blanca. Otros actores destacados del reparto fueron Poppy Miller como Ginny Potter, Alex Price como Draco Malfoy, Sam Clemmett como Albus Potter y Anthony Boyle como Scorpius Malfoy. La producción original contó con un reparto total de 42 actores.
Los preestrenos de Harry Potter y el legado maldito comenzaron en el Palace Theatre el 7 de junio de 2016. La noche de estreno oficial de la obra fue el 30 de julio de 2016. El elenco original realizó sus últimas funciones el 21 de mayo de 2017.
El 16 de marzo de 2020, las funciones se suspendieron debido a la pandemia de COVID-19 en el Reino Unido. Las funciones se reanudaron el 14 de octubre de 2021, continuando con la producción original de dos partes.

### Broadway (2018–presente)

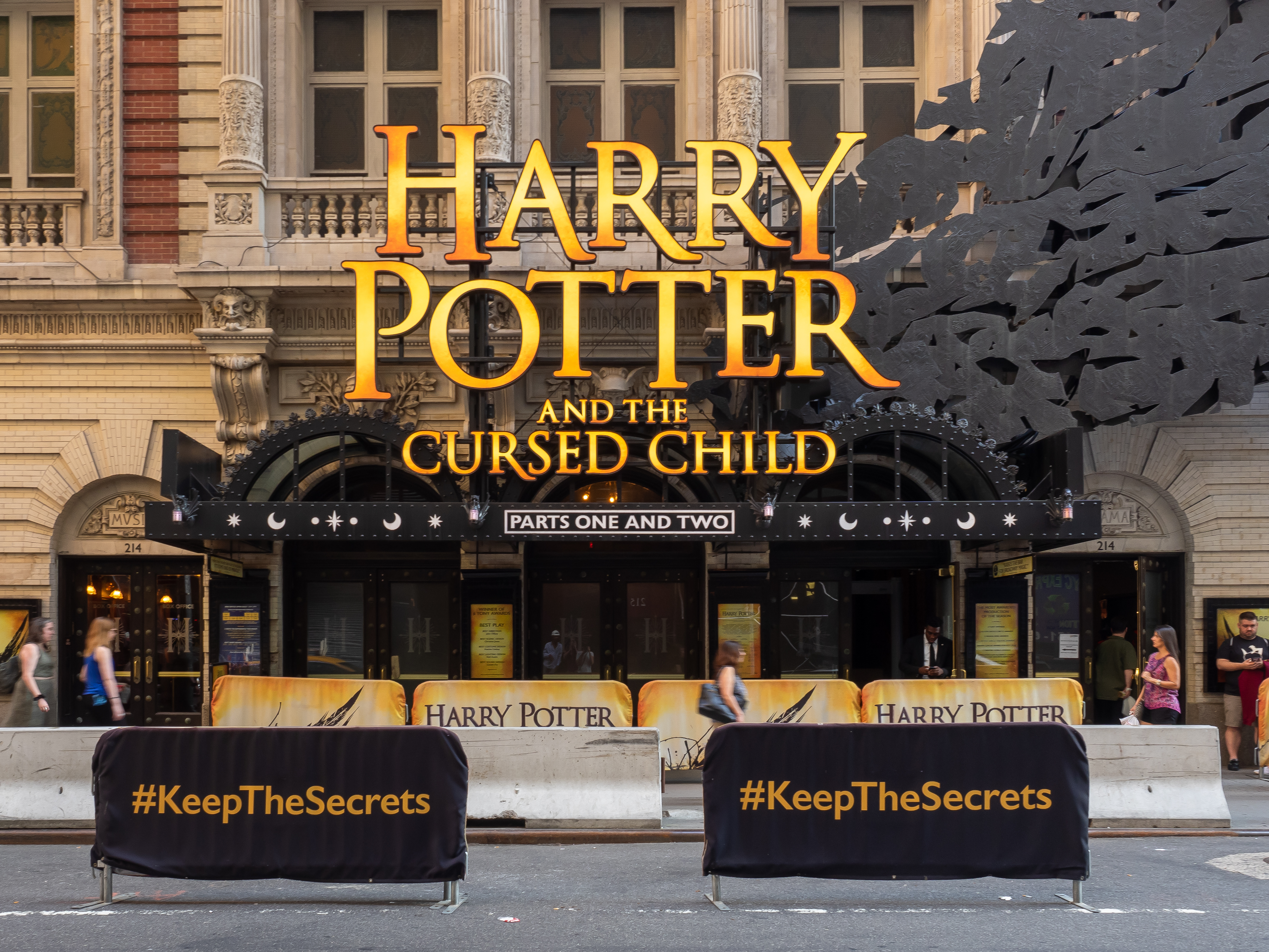
Marquesina en el Lyric Theatre, julio de 2019.

El 4 de mayo de 2017, se anunció el estreno de «Harry Potter y el legado maldito» en el  Lyric Theatre (Nueva York, 1998). Como preparación para la obra, el Teatro Lyric se sometió a extensas renovaciones después de que su último espectáculo, el musical del Cirque du Soleil Paramour, abandonara el teatro, lo que incluyó la eliminación de 400 asientos del auditorio y el traslado de la entrada a West 43rd Street. The New York Times estimó que fue la obra no musical de Broadway más cara de la historia, con un gasto de apertura de aproximadamente 68 millones de dólares. Las entradas salieron a la venta inicialmente el 18 de octubre de 2017.
El 2 de agosto de 2017 se anunció el reparto original de Broadway. Cada uno de los principales miembros del elenco del West End se transfirió a Broadway, que incluía a Jamie Parker (Harry Potter), Noma Dumezweni (Hermione Granger), Paul Thornley (Ron Weasley), Poppy Miller (Ginny Potter), Alex Price (Draco Malfoy), Sam Clemmett (Albus Potter) y Anthony Boyle (Scorpius Malfoy). La producción comenzó las vistas previas el 16 de marzo de 2018, antes de una noche de estreno oficial el 22 de abril de 2018.
En marzo de 2019, se anunció el reparto del segundo año, que incluía a James Snyder como Harry Potter, Jenny Jules como Hermione Granger, Matt Mueller como Ron Weasley, Diane Davis como Ginny Potter, Jonno Roberts como Draco Malfoy, Nicholas Podany como Albus Potter, Nadia Brown como Rose Granger-Weasley y Bubba Weiler como Scorpius Malfoy.
El 12 de marzo de 2020, las funciones se suspendieron debido a la pandemia de COVID-19. La obra se reabrió el 12 de noviembre de 2021, como la versión revisada de una parte. En enero de 2022, Snyder fue despedido de la producción tras una investigación por mala conducta que surgió a partir de una queja presentada por Davis, quien interpretó a Ginny Potter. La obra ostenta el récord de recaudación semanal más alto para una obra no musical en la historia de Broadway, recaudando 2.718.487 dólares en la semana de ocho funciones que finalizó el 31 de diciembre de 2023.
La producción de Broadway implementó revisiones adicionales el 12 de noviembre de 2024, reduciendo aún más la duración de la obra a menos de tres horas. Esta obra abreviada es la misma versión que se estrenó a principios de ese otoño en Chicago al inicio de la gira nacional.

### Melbourne (2019–2023)

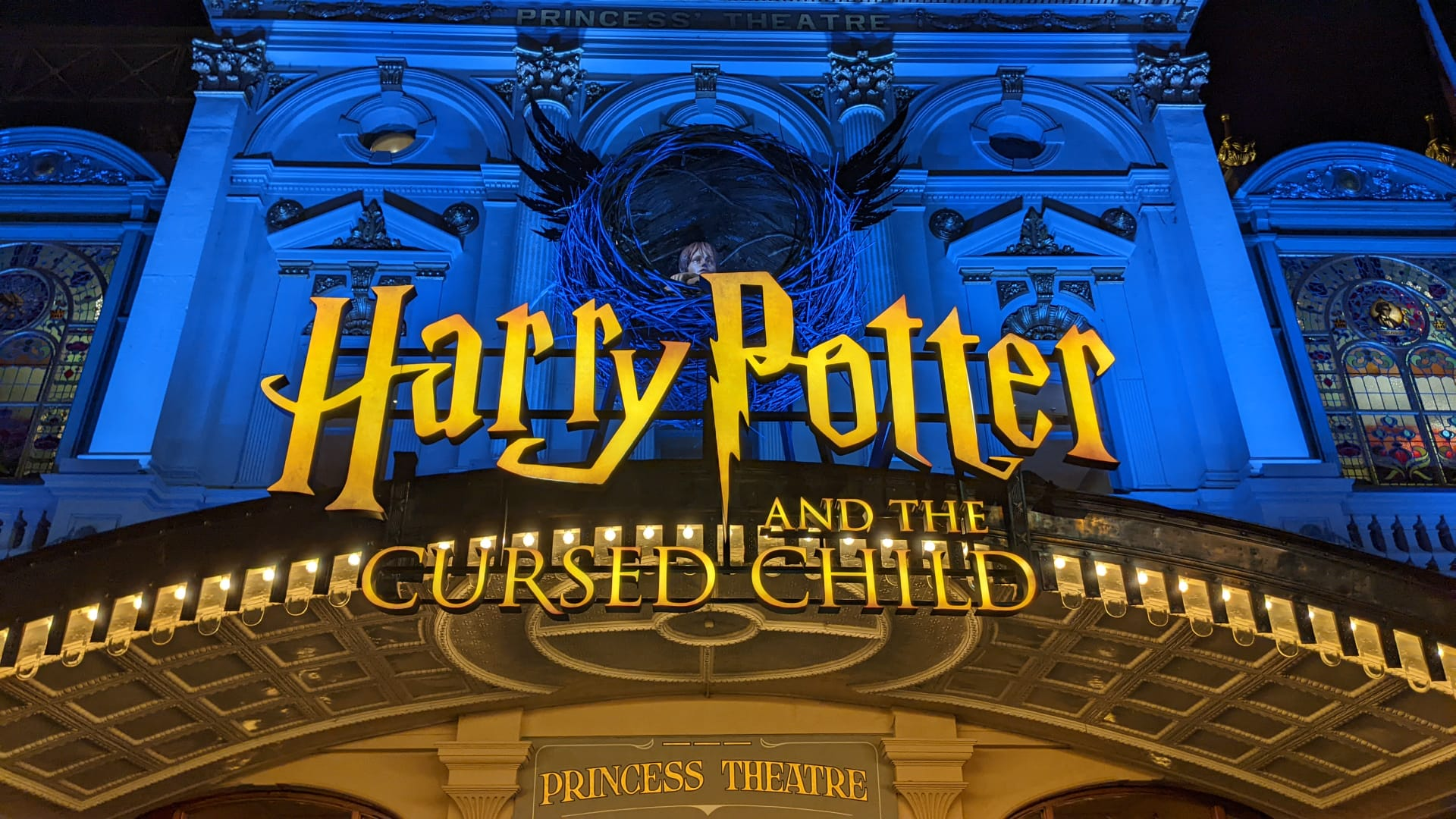
Marquesina en el Princess Theatre, julio de 2022.

El 24 de octubre de 2017, se anunció que «Harry Potter y el legado maldito» se estrenaría en Australia en el Princess Theatre de Melbourne. En previsión de la obra, el Teatro Princess se sometió a una renovación estimada en 6,5 millones de dólares para crear una experiencia "mágica" y teatral más inmersiva para el público. Las entradas en preventa se lanzaron el 2 de agosto de 2018, y se vendieron más de 200.000 entradas en solo cuatro días, antes de que las entradas para la venta al público estuvieran disponibles.
El 2 de septiembre de 2018 se anunció el elenco. Fue protagonizada por Gareth Reeves como Harry Potter, Paula Arundell como Hermione Granger, Gyton Grantley como Ron Weasley, Lucy Goleby como Ginny Potter, Eva Rees como Albus Potter, Tom Wren como Draco Malfoy y William McKenna como Scorpius Malfoy.
Las funciones comenzaron el 18 de enero de 2019, antes de su estreno oficial el 23 de febrero de 2019. Sin embargo, el 16 de marzo de 2020, se suspendieron debido a la pandemia de COVID-19 en Australia. Las funciones se reanudaron el 25 de febrero de 2021. La mayoría de los miembros principales del elenco original regresaron, con Ben Walter uniéndose a la serie como Albus Potter y Aisha Aidara uniéndose como Rose Granger-Weasley.
El 27 de marzo de 2022 se representó la última representación de la obra original de dos partes en Melbourne. Tras una breve pausa, la obra se reabrió el 4 de mayo de 2022, como la nueva versión de una parte. El único cambio notable en el reparto fue la incorporación de Lachlan Woods como Draco Malfoy.
La producción de Melbourne finalizó el 9 de julio de 2023, tras aproximadamente 1300 funciones. Estableció récords como la obra de teatro de mayor permanencia en cartel en Australia y la más vendida, con más de un millón de entradas vendidas.

### San Francisco (2019–2022)
El 28 de junio de 2018, se anunció que la obra se estrenaría en el Teatro Curran en San Francisco, California, lo que marcaría la segunda producción de la obra en los Estados Unidos. Las entradas salieron a la venta en marzo de 2019, y la demanda colapsó los sistemas de venta de entradas. Durante la semana que terminó el domingo 29 de diciembre de 2019, la producción recaudó $2,096,686, estableciendo un récord para la semana de mayor recaudación para una obra en la historia de San Francisco.
El 2 de agosto de 2019, se anunció el reparto, compuesto por John Skelley como Harry Potter, Yanna McIntosh como Hermione Granger, David Abeles como Ron Weasley, Angela Reed como Ginny Potter y Lucas Hall como Draco Malfoy. Completando el reparto principal estuvieron Benjamin Papac como Albus Potter, Jon Steiger como Scorpius Malfoy y Folami Williams como Rose Granger-Weasley. Las funciones de preestreno comenzaron el 23 de octubre de 2019, antes del estreno oficial el 1 de diciembre de 2019.
En respuesta a la pandemia de COVID-19, se anunció que el Teatro Curran reduciría temporalmente su aforo a 1000 espectadores. Sin embargo, el 11 de marzo de 2020, se anunció que todas las funciones se suspendían debido a la pandemia de COVID-19. El 9 de febrero de 2022, la obra reabrió, esta vez como la nueva versión de una sola parte. La mayoría de los miembros del reparto principal repitieron sus papeles, junto con los nuevos miembros del reparto Steve O'Connell como Ron Weasley, Lily Mojekwu como Hermione Granger y Abbi Hawk como Ginny Potter.
La producción de San Francisco de «Harry Potter y el Legado Maldito» concluyó el 11 de septiembre de 2022, tras 393 funciones.

### Hamburgo (2021–presente)

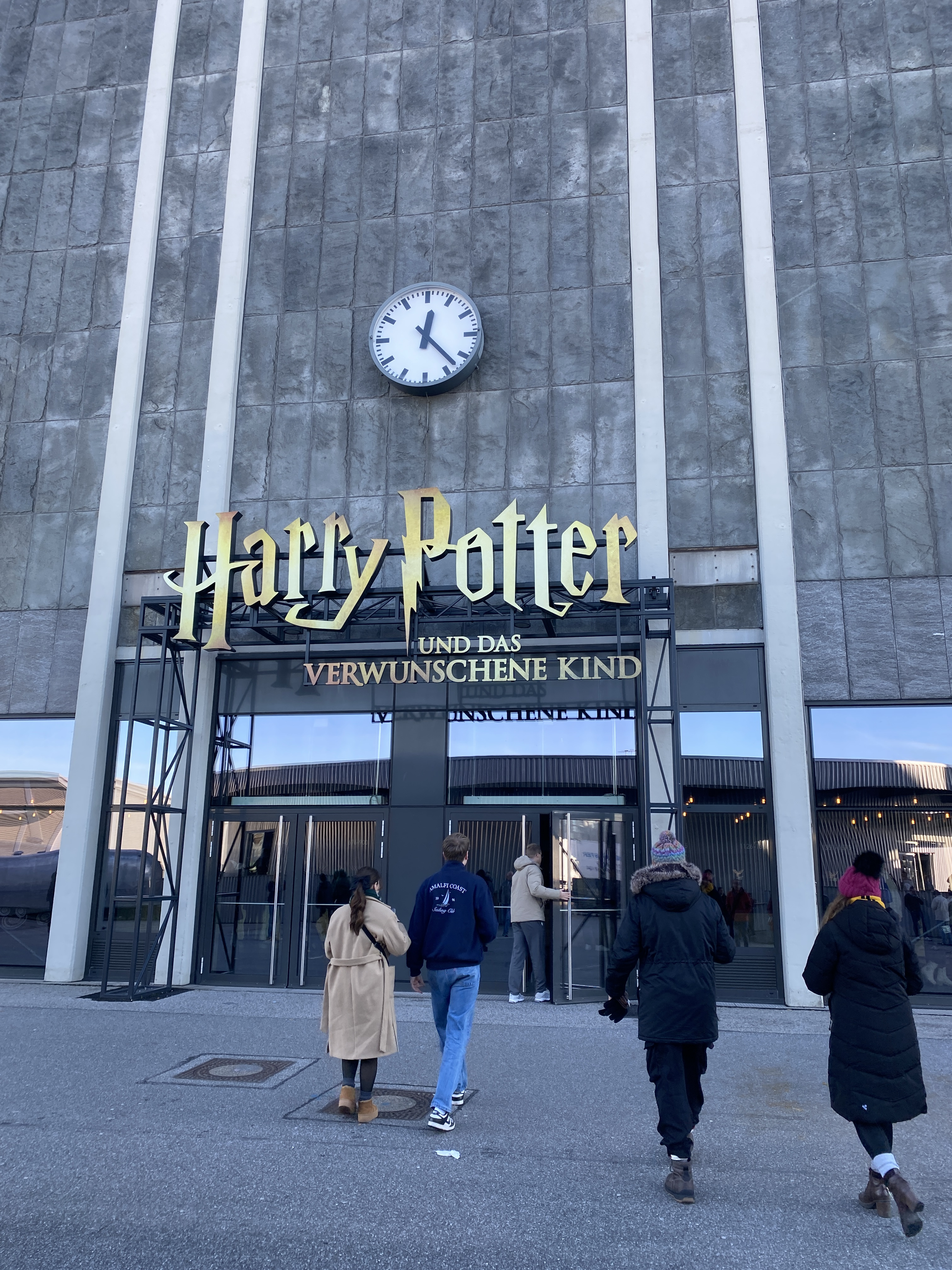
Marquesina en el Mehr! Theater, diciembre de 2024.

El 5 de julio de 2018, se anunció que la obra se estrenaría en Alemania en el Mehr! Theater en Hamburgo. Titulada Harry Potter und das verwunschene Kind ("Harry Potter y el niño encantado"), esta fue la primera producción de la obra en un idioma no inglés. La obra de dos partes estaba programada originalmente para estrenarse el 13 de marzo de 2020, pero se pospuso debido a la pandemia de COVID-19.
La preventa de entradas para la obra comenzó el 25 de marzo de 2019. En mayo de 2019 comenzaron amplias renovaciones para la producción alemana, con un costo estimado de 42 millones de euros. El reparto incluía a Markus Schöttl como Harry Potter, Sebastian Witt como Ron Weasley, Jillian Anthony como Hermione Granger, Sarah Schütz como Ginny Weasley y Alen Hodzovic como Draco Malfoy. El reparto también incluía a Vincent Lang como Albus Potter, Mathias Reiser como Scorpius Malfoy y Madina Frey como Rose Granger-Weasley.
La producción alemana se estrenó el 5 de diciembre de 2021. El 8 de enero de 2023 se realizaron en Hamburgo las últimas representaciones de la versión en dos partes de la obra. La obra se reabrió el 9 de febrero de 2023 como la versión revisada de una sola parte.

### Toronto (2022–2023)

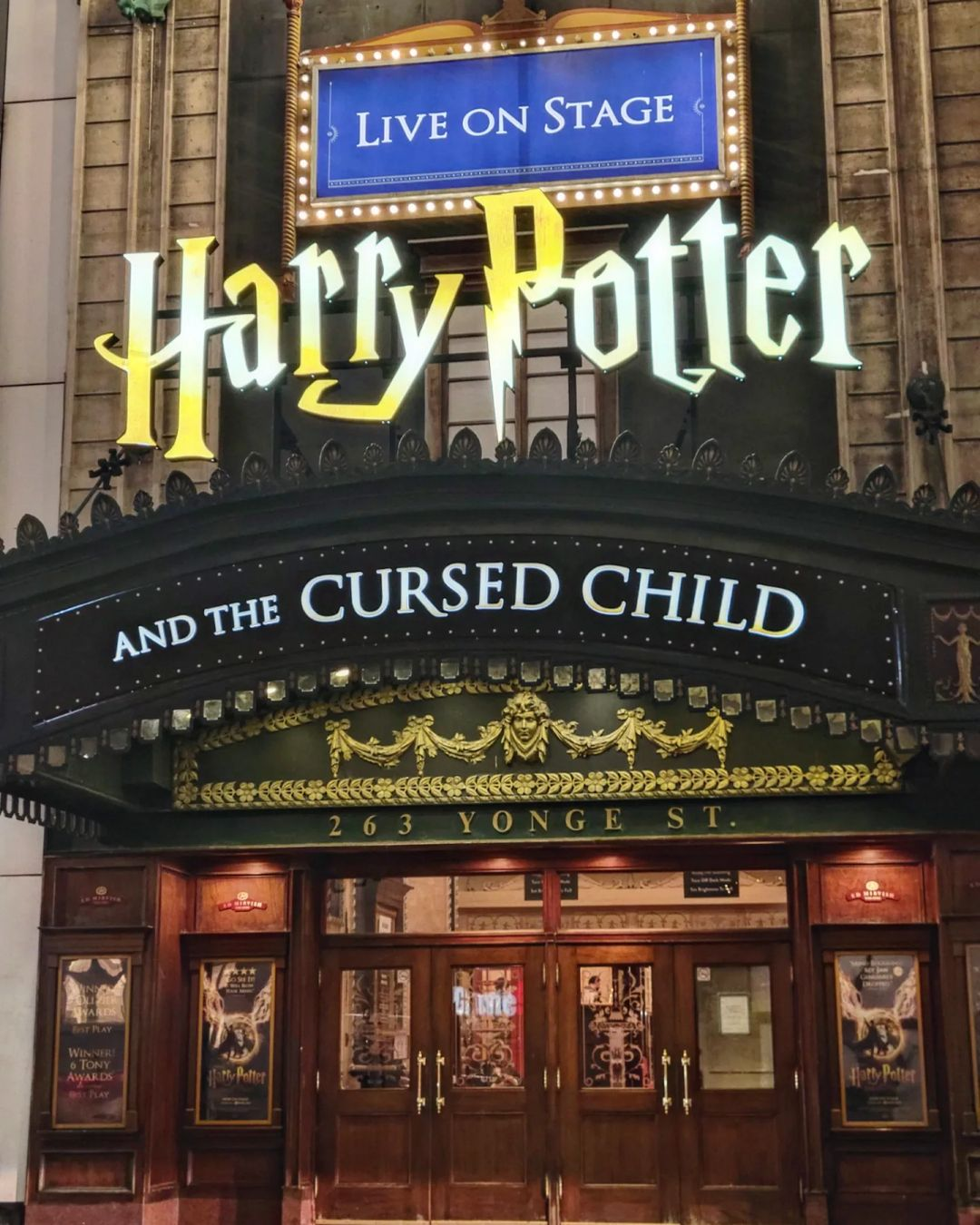
Marquesina en el Teatro Ed Mirvish, junio de 2022

El 22 de mayo de 2019, se anunció el estreno canadiense de «Harry Potter y el legado maldito» en el Teatro Ed Mirvish de Toronto. La obra de dos partes estaba programada para estrenarse en otoño de 2020, pero se retrasó debido a la pandemia de COVID-19.
El 28 de agosto de 2021, se anunció que la producción se estrenará en Canadá el 31 de mayo de 2022 como la nueva versión de una sola parte. El Teatro Ed Mirvish se sometió a importantes renovaciones, con un costo estimado de 5 millones de dólares. Las renovaciones transformaron las áreas del vestíbulo y el auditorio para sumergir al público una vez que ingresa al teatro y brindarle un "espacio más mágico".
El reparto canadiense se anunció el 19 de octubre de 2021 e incluyó a Trevor White como Harry Potter, Gregory Prest como Ron Weasley, Sarah Afful como Hermione Granger, Trish Lindstrom como Ginny Potter y Brad Hodder como Draco Malfoy. Otros miembros principales del reparto incluyeron a Luke Kimball como Albus Potter, Hailey Alexis Lewis como Rose Granger-Weasley y Thomas Mitchell Barnet como Scorpius Malfoy.
La producción comenzó sus preestrenos el 31 de mayo de 2022, con su estreno oficial el 19 de junio de 2022. La obra estableció un récord de taquilla semanal canadiense para una obra no musical, recaudando aproximadamente 2 millones de dólares en ventas.
La producción de Toronto se clausuró el 2 de julio de 2023, tras aproximadamente 444 funciones. Estableció un récord para la obra profesional de mayor duración en cartel en la historia de Canadá.

### Tokio (2022-presente)

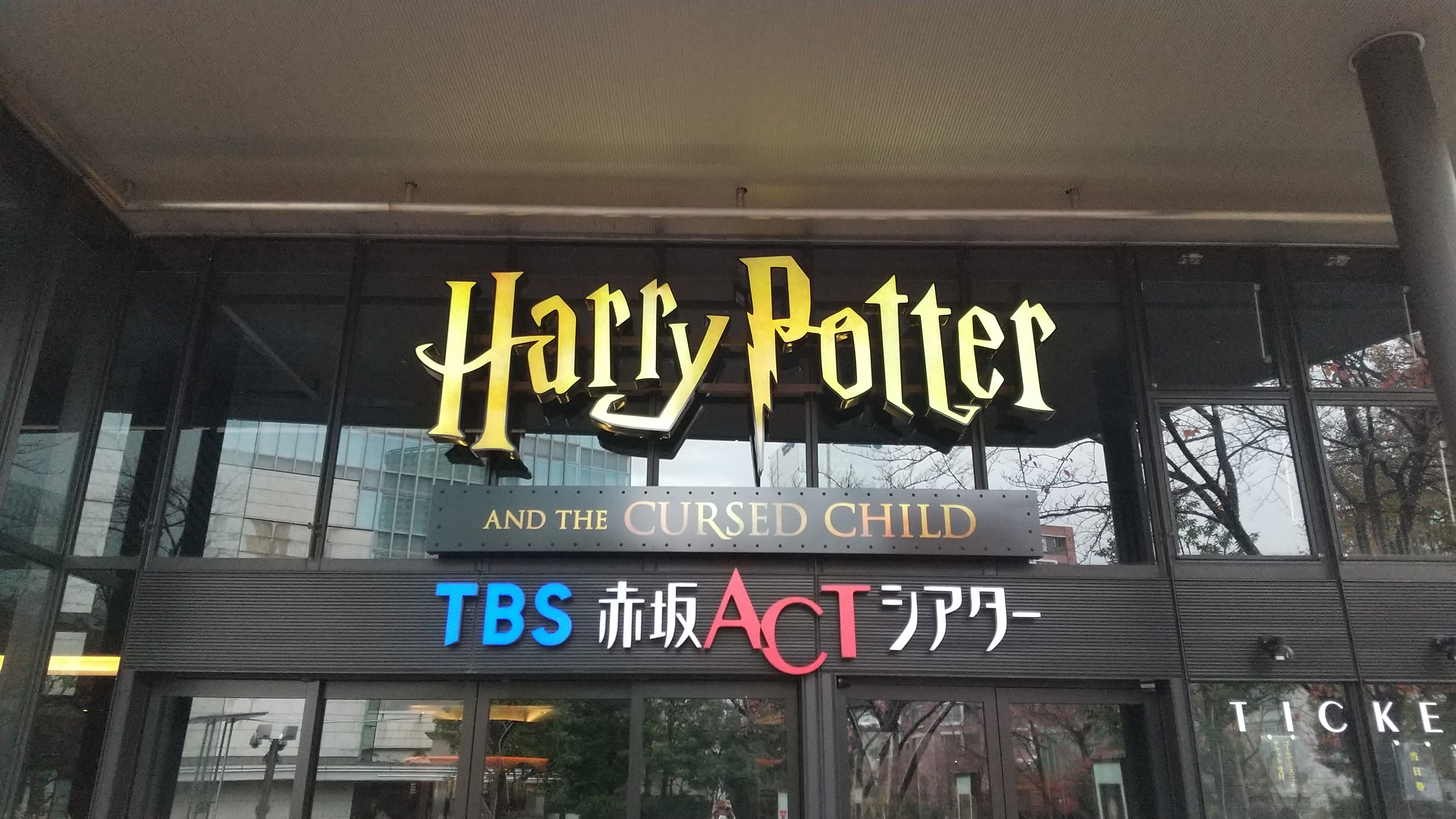
Marquesina en el TBS Akasaka ACT Theater, noviembre de 2022.

El 13 de febrero de 2020, se anunció que la producción tendría su estreno asiático en el TBS Akasaka ACT Theatre en Tokio, Japón. Renovaciones de El Teatro TBS Akasaka ACT comenzó en 2021, que estaba siendo rediseñado para ser "un lugar específico para Harry Potter and the Cursed Child", y reabriría a tiempo para el 70 aniversario del teatro.
El reparto de la producción de Tokio se anunció el 26 de enero de 2022 e incluirá a varios actores que se dividirán los papeles principales. El elenco estaba protagonizado por Tatsuya Fujiwara, Kanji Ishimaru y Osamu Mukai compartiendo el papel de Harry Potter, Masahiro Ehara y Hayata Tateyama como Ron Weasley, Aoi Nakabeppu y Seina Sagiri como Hermione Granger, Erika Mabuchi y Yuri Shirahane como Ginny Weasley, y Shinya Matsuda y Syuntaro Miyao como Draco Malfoy. Además, el reparto incluía a Haru Fujita y Kouhei Fukuyama como Albus Potter, y a Soudai Kadota y Rio Saitou como Scorpius Malfoy.
La producción comenzó sus preestrenos el 16 de junio de 2022 y su noche de estreno fue el 8 de julio de 2022.
El 27 de febrero de 2025, se anunció que Goro Inagaki asumiría el papel de Harry Potter por cuarto año de la obra, a partir de julio.

### Gira Norteamericana  (2024-presente)
El 16 de octubre de 2023, se anunció que la gira norteamericana de la obra comenzaría en septiembre de 2024 en Chicago. Esta gira marcaría la primera vez que la producción se embarca en una gira.
Harry Potter y el Legado Maldito comenzó su primera gira por Norteamérica en Chicago, en el Teatro James M. Nederlander, el 10 de septiembre de 2024. Estará en cartelera al menos hasta febrero de 2025 y condensa la obra original de dos partes en una sola, con una duración aproximada de dos horas y 50 minutos.
| Producción       | Lugar                                       | Noche de apertura        | Noche de cierre         |
| ---------------- | ------------------------------------------- | ------------------------ | ----------------------- |
| Chicago          | James M. Nederlander Theatre                | 10 de septiembre de 2024 | 1 de febrero de 2025    |
| Los Angeles      | Hollywood Pantages Theatre                  | 15 de febrero de 2025    | 22 de junio de 2025     |
| Washington, D.C. | National Theatre                            | 8 de julio de 2025       | 31 de agosto de 2025    |
| Providence       | Providence PAC                              | 19 de septiembre de 2025 | 4 de octubre de 2025    |
| Columbus, OH     | Ohio Theatre                                | 12 de octubre de 2025    | 1 de noviembre de 2025  |
| Boston           | Emerson Colonial Theatre                    | 9 de noviembre de 2025   | 20 de diciembre de 2025 |
| Durham, NC       | Durham Performing Arts Center               | 28 de diciembre de 2025  | 17 de enero de 2026     |
| Orlando          | Dr. Phillips Center for the Performing Arts | 24 de enero de 2026      | 21 de febrero de 2026   |
| Atlanta          | The Fox Theatre                             | 28 de febrero de 2026    | 21 de marzo de 2026     |
| St. Louis        | The Fabulous Fox Theatre                    | 28 de marzo de 2026      | 18 de abril de 2026     |
| Minneapolis      | The Orpheum Theatre                         | 25 de abril de 2026      | 23 de mayo de 2026      |
| Denver           | Buell Theatre                               | 30 de mayo de 2026       | 27 de junio de 2026     |
| Costa Mesa       | Segerstrom Center                           | 5 de julio de 2026       | 25 de julio de 2026     |

### Ediciones escolares deHarry Potter y el legado maldito
En otoño de 2024, se creó una edición para escuelas secundarias y preparatorias de Harry Potter y el legado maldito, adaptada para producciones teatrales escolares. Esta adaptación especial se estrenó en el Reino Unido en la Riverside School, Barking y en los EE. UU. en la Hoboken High School.
Posteriormente se produjo una producción en el Brighton College en enero de 2025 

### Producciones futuras
El 12 de diciembre de 2024, se anunció que Harry Potter y el legado maldito se estrenará en los Países Bajos en 2026, con funciones en neerlandés. El lugar y las fechas de las funciones se anunciarán próximamente.

## Producción
Harry Potter y el Legado Maldito, una obra de dos partes, fue escrita por el dramaturgo británico Jack Thorne, basada en una historia original de Rowling, John Tiffany y Thorne. Algunos sitios web mencionan a los tres como autores del guion. pero para el 26 de julio de 2016, el sitio web oficial de la obra y muchos otros incluían a Thorne como el único guionista.
La obra está dirigida por Tiffany con coreografía de Steven Hoggett, diseño de escenografía de Christine Jones, diseño de vestuario de Katrina Lindsay, diseño de iluminación de Neil Austin, música de Imogen Heap, y diseño de sonido de Gareth Fry. Además, los efectos especiales fueron creados por Jeremy Chernick, con ilusiones de Jamie Harrison y supervisión musical de Martin Lowe.
Los productores y Rowling han mantenido una campaña llamada #KeepTheSecrets para pedir a quienes hayan visto la obra que no revelen sus giros argumentales. El eslogan está impreso en las entradas y se reparten gratuitamente insignias con el eslogan durante los intermedios. Quienes compren sus entradas en línea recibirán un video de J.K. Rowling por correo electrónico después de la obra, pidiéndoles que apoyen la campaña.

## Roles principales y reparto original
| Rol                                             | West End                                                                           | Broadway                   | Melbourne                                               | San Francisco                        | Hamburgo              | Toronto                | Tokio                                                    | Gira Nacional         |
| Rol                                             | 2016                                                                               | 2018                       | 2019                                                    | 2019                                 | 2020                  | 2022                   | 2022-2025                                                | 2024                  |
| ----------------------------------------------- | ---------------------------------------------------------------------------------- | -------------------------- | ------------------------------------------------------- | ------------------------------------ | --------------------- | ---------------------- | -------------------------------------------------------- | --------------------- |
| Harry Potter                                    | Jamie Parker                                                                       | Jamie Parker               | Gareth Reeves                                           | John Skelley                         | Markus Schöttl        | Trevor White           | Tatsuya Fujiwara Kanji Ishimaru Osamu Mukai Goro Inagaki | John Skelley          |
| Hermione Granger                                | Noma Dumezweni                                                                     | Noma Dumezweni             | Paula Arundell                                          | Yanna McIntosh                       | Jillian Anthony       | Sarah Afful            | Aoi Nakabeppu Seina Sagiri                               | Ebony Blake           |
| Ron Weasley                                     | Paul Thornley                                                                      | Paul Thornley              | Gyton Grantley                                          | David Abeles                         | Sebastian Witt        | Gregory Prest          | Masahiro Ehara Hayata Tateyama                           | Matt Mueller          |
| Ginny Potter                                    | Poppy Miller                                                                       | Poppy Miller               | Lucy Goleby                                             | Angela Reed                          | Sarah Schütz          | Trish Lindstrom        | Erika Mabuchi Yuri Shirahane                             | Trish Lindstrom       |
| Draco Malfoy                                    | Alex Price                                                                         | Alex Price                 | Tom Wren                                                | Lucas Hall                           | Alen Hodzovic         | Brad Hodder            | Shinya Matsuda Syuntaro Miyao                            | Benjamin Thys         |
| Albus Potter                                    | Sam Clemmett                                                                       | Sam Clemmett               | Eva Rees                                                | Benjamin Papac                       | Vincent Lang          | Luke Kimball           | Haru Fujita Kouhei Fukuyama                              | Emmet Smith           |
| Scorpius Malfoy                                 | Anthony Boyle                                                                      | Anthony Boyle              | William McKenna                                         | Jon Steiger                          | Mathias Reiser        | Thomas Mitchell Barnet | Soudai Kadota Rio Saitou                                 | Aidan Close           |
| Rose Granger-Weasley                            | Cherrelle Skeete                                                                   | Susan Heyward              | Manali Datar                                            | Folami Williams                      | Madina Frey           | Hailey Lewis           | Natsumi Hashimoto                                        | Naiya Vanessa McCalla |
| Delphi Diggory                                  | Esther Smith                                                                       | Jessie Fisher              | Madeleine Jones                                         | Emily Juliette Murphy                | Kristina-Maria Peters | Sara Farb              | Sayuri Houi Karen Iwata                                  | Julia Nightingale     |
| Cedric Diggory / James Potter / James Potter Sr | Tom Milligan                                                                       | Benjamin Wheelwright       | David Simes                                             | William Bednar-Carter                | Felix Radcke          | Lucas Meeuse           | Kazuma Chiba                                             | Caleb Nafen           |
| Craig Bowker Jr.                                | Jeremy Ang Jones                                                                   | Joshua DeJesus             | Slone Sudiro                                            | Irving Dyson Jr.                     | Robin Cadet           | Michael Chiem          | Yuuma Okabe                                              | Timmy Thompson        |
| Yann Fredericks                                 | Jenet Le Lacheur                                                                   | Jess Barbagallo            | Connor Sweeney                                          | Corey Hedy                           | Christian Bock        | Bryce Fletch           | Masato Watanabe                                          | David Fine            |
| Station Master                                  | Adam McNamara                                                                      | David Abeles               | Hayden Spencer                                          | Steve O'Connell                      | Frank Brunet          | Mark Crawford          | Kunihiro Kawabe                                          | René Thornton Jr.     |
| Amos Diggory / Albus Dumbledore                 | Barry McCarthy                                                                     | Edward James Hyland        | George Henare                                           | Charles Janasz                       | Fritz Hille           | Steven Sutcliffe       | Kiichi Fukui                                             | Larry Yando           |
| Severus Snape                                   | Paul Bentall                                                                       | Byron Jennings             | David Ross Patterson                                    | Andrew Long                          | Uwe Serafin           | Steven Sutcliffe       | Kiichi Fukui                                             | Larry Yando           |
| Lord Voldemort                                  | Paul Bentall                                                                       | Byron Jennings             | David Ross Patterson                                    | Andrew Long                          | Uwe Serafin           | Shawn Wright           | Masashi Shinohara                                        | Nathan Hosner         |
| Vernon Dursley                                  | Paul Bentall                                                                       | Byron Jennings             | David Ross Patterson                                    | Andrew Long                          | Uwe Serafin           |                        |                                                          |                       |
| Bane                                            | Nuno Silva                                                                         | David St. Louis            | Iopu Auva'a                                             | Logan James Hall                     | Fernando Spengler     | Kaleb Alexander        | Masami Koba                                              |                       |
| Sombrero Seleccionador                          | Chris Jarman                                                                       | Brian Abraham              | Soren Jensen                                            | Julian Rozzell Jr.                   | Hans-Jürgen Helsig    | Kaleb Alexander        | Masami Koba                                              |                       |
| Hagrid                                          | Chris Jarman                                                                       | Brian Abraham              | Soren Jensen                                            | Julian Rozzell Jr.                   | Hans-Jürgen Helsig    |                        |                                                          |                       |
| Myrtle la Llorona / Lily Potter                 | Annabel Baldwin                                                                    | Lauren Nicole Cipoletti    | Gillian Cosgriff                                        | Brittany Zeinstra                    | Glenna Weber          | Katie Ryerson          | Karen Miyama                                             | MacKenzie Lesser-Roy  |
| Polly Chapman                                   | Claudia Grant                                                                      | Madeline Weinstein         | Jessica Vickers                                         | Lauren Zakrin                        | Felicitas Bauer       | Katie Ryerson          | Karen Miyama                                             | Julianna Austin       |
| Trolley Witch                                   | Sandy McDade                                                                       | Geraldine Hughes           | Debra Lawrance                                          | Katherine Leask                      | Heidi Jürgens         | Raquel Duffy           | Natsuko Yakumaru                                         | Maren Searle          |
| Minerva McGonagall                              | Sandy McDade                                                                       | Geraldine Hughes           | Debra Lawrance                                          | Shannon Cochran                      | Anita Maria Gramser   | Fiona Reid             | Ikue Sakakibara Hitomi Takahashi                         | Katherine Leask       |
| Dolores Umbridge                                | Helena Lymbery                                                                     | Kathryn Meisle             | Hannah Waterman                                         | Katherine Leask                      | Heidi Jürgens         | Fiona Reid             | Ikue Sakakibara Hitomi Takahashi                         | Katherine Leask       |
| Petunia Dursley                                 | Helena Lymbery                                                                     |                            |                                                         |                                      |                       |                        |                                                          |                       |
| Madam Hooch                                     | Helena Lymbery                                                                     | Theo Allyn                 | Michaela Schmid                                         | Yemie Sonuga                         | Minako Maehigashi     | Alexis Gordon          |                                                          |                       |
| Dudley Dursley                                  | Jack North                                                                         | Joey LaBrasca              | Hamish Johnston                                         | Tuck Sweeney                         | Nicolai Schwab        |                        |                                                          |                       |
| Karl Jenkins                                    | Jack North                                                                         | Joey LaBrasca              | Hamish Johnston                                         | Tuck Sweeney                         | Nicolai Schwab        |                        | Toshiaki Komatsu                                         | Zach Norton           |
| Viktor Krum                                     | Jack North                                                                         | Joey LaBrasca              | Connor Sweeney                                          | Tuck Sweeney                         | Nicolai Schwab        |                        | Toshiaki Komatsu                                         | Zach Norton           |
| Harry Potter (joven)                            | Rudi Goodman Alfred Jones Bili Keogh Ewan Rutherford Nathaniel Smith Dylan Standen | Will Coombs Landon Maas    | Alfie Hughes Ezra Justin Archie Pitcher Zakaria Rahhali | Elijah Cooper Tyler Patrick Hennessy | Marko Schimanowski    |                        | Masato Watanabe                                          |                       |
| Lily Luna Potter                                | Zoe Brough Cristina Fray Christiana Hutchings                                      | Olivia Bond Brooklyn Shuck | Sasha Turinui Ruby Hall Sienna Conti                    | Natalia Bingham Natalie Schroeder    | Annika Menden         |                        |                                                          |                       |

### Reemplazos en Londres
- Harry Potter: Jamie Glover, Jamie Ballard, Jim Fish, Sam Crane, David Ricardo-Pearce
- Ron Weasley: Thomas Aldridge
- Hermione Granger: Rakie Ayola, Michelle Gayle, Jade Ogugua, Franc Ashman[140]
- Ginny Potter: Emma Lowndes, Susie Trayling, Frances Grey, Polly Frame, Claire Lams
- Draco Malfoy: James Howard, Steve John Shepherd
- Albus Potter: Theo Ancient, Joe Idris-Roberts, Dominic Short, Thomas Grant, Ellis Rae
- Scorpius Malfoy: Samuel Blenkin, Jonathan Case, Luke Sumner, Adam Wadsworth, Harry Acklowe

### Reemplazos en New York
- Harry Potter: James Snyder, Steve Haggard, Matthew James Thomas
- Hermione Granger: Jenny Jules, Rachel Christopher
- Ron Weasley: Matthew Mueller, David Abeles, Daniel Fredrick
- Draco Malfoy: Jonno Roberts, Aaron Bartz
- Ginny Potter: Dianne Davis, Angela Reed, Erica Sweany, Sarah Killough
- Scorpius Malfoy: Bubba Weiler, Brady Dalton Richards, Erik C. Peterson
- Albus Potter: Nicholas Podany, James Romney, Joel Meyers, Alex Serino[141]

### Reemplazos en Melbourne
- Ron Weasley: Michael Whalley
- Draco Malfoy: Lachlan Woods
- Ginny Potter: Katie-Jean Harding
- Scorpius Malfoy: Nyx Calder
- Albus Potter: Ben Walter

## Publicación del Guion

### Ediciones
Las dos partes del guion de la obra de teatro se han publicado en formato impreso y digital como “Harry Potter y el legado maldito - Partes primera y segunda”.
La primera edición, la Special Rehearsal Edition, correspondía al guion utilizado en los preestrenos y se publicó el 31 de julio de 2016, la fecha del cumpleaños de Harry en la serie y también el cumpleaños de Rowling, incluyendo algunos eventos de lanzamiento a medianoche. Como las revisiones del guion continuaron después de la impresión del libro, el 25 de julio de 2017 se publicó una versión editada como «Edición definitiva para coleccionistas». Según CNN, este fue el libro más preordenado de 2016.

### Ventas
En Estados Unidos y Canadá, el libro vendió más de 2 millones de copias en sus dos primeros días de lanzamiento. Durante la primera semana de lanzamiento del libro en el Reino Unido se vendieron 847.885 copias. En junio de 2017, el libro había vendido más de 4,5 millones de ejemplares en Estados Unidos.

## Recepción crítica
Harry Potter y el legado maldito ha recibido diversas críticas. Algunos espectadores y críticos han elogiado el reparto y las interpretaciones, mientras que muchos debaten sobre la calidad de la obra y su comparación con las entradas de la serie principal de Harry Potter.
Entre las publicaciones que la han calificado con cinco estrellas figuran The Independent, el London Evening Standard, The Stage y WhatsOnStage.com. The Telegraph también otorgó cinco, aunque «hay algunas objeciones», mientras que Michael Billington de The Guardian otorgó cuatro estrellas. Según Book Marks, el guion de la obra recibió críticas «positivas» (o una «A-» ) basada en diez reseñas de críticos, de las cuales cuatro fueron "muy positivas", cuatro "positivas" y dos "mixtas".
La interpretación de Anthony Boyle como Scorpius Malfoy fue especialmente aclamada. WhatsOnStage.com escribió que «Boyle hace carrera», mientras que The Wall Street Journal lo describió como «la actuación revelación». Matt Trueman, crítico de  Variety, se mostró de acuerdo, escribiendo: «es Boyle quien realmente destaca», y tanto Trueman como Henry Hitchings, en el Evening Standard, señalaron que su actuación sería sin duda una de las favoritas de los aficionados. 

### Respuesta dentro del fandom deHarry Potter
La obra recibió una respuesta polarizada por parte del fandom de Harry Potter.
Los aficionados respondieron positivamente a la obra y sus personajes, siendo Scorpius Malfoy especialmente popular. Algunos aficionados comentaron que el diálogo entre los personajes conocidos era "impecable".  Otros han señalado que la obra arroja luz sobre algunas de las relaciones entre los personajes, como la de Harry y Dumbledore. La respuesta había sido especialmente positiva entre los aficionados que vieron la obra sobre el escenario.
En respuesta a la publicación de la obra en forma de libro, algunos aficionados dijeron que su historia parecía más «una obra de fan fiction» y afirmaron que se apartaba de las reglas previamente establecidas del universo, criticando la caracterización del guion. Algunos también se mostraron en desacuerdo con el estilo y el argumento del guion, quejándose de que las tramas del Giratiempo ya se habían utilizado, al igual que la muerte de Cedric Diggory, y de que los guionistas estaban repitiendo viejas tramas y exagerando tropos del género fantástico y de ciencia ficción.

### Acusaciones de queerbaiting
La representación "ambiguamente gay" de la amistad masculina entre Albus Potter y Scorpius Malfoy en la obra de teatro ha sido criticada como un ejemplo de "queerbaiting". con el director John Tiffany declarando su creencia de que "no [habría] sido apropiado" que El legado maldito abordara directamente la sexualidad de los personajes.

## Posible adaptación cinematográfica
En julio de 2016, Warner Bros. Entertainment solicitó la compra de los derechos de "Harry Potter y el legado maldito", lo que generó especulaciones sobre su posible conversión en película, a pesar de afirmaciones previas, sobre todo de la creadora de "Harry Potter", J. K. Rowling, de que no se realizaría una adaptación cinematográfica.
En noviembre de 2021, Chris Columbus, quien dirigió las dos primeras entregas de la saga de películas Harry Potter, expresó su interés en dirigir una adaptación cinematográfica de Harry Potter y el legado maldito, con la intención de que los protagonistas repitieran sus papeles. Cuando The New York Times le preguntó a Daniel Radcliffe si estaría listo para regresar a su papel de Harry Potter, respondió que no le interesaba en ese momento, pero que no negaba la posibilidad de regresar en el futuro.
En 2022, Emma Watson reveló que repetiría su papel de Hermione Granger en la posible adaptación cinematográfica, pero solo si J.K. Rowling no participa en el proceso de creación de la película.